# 小马科技
安徽小马创意科技股份有限公司（新三板除牌前：836827，简称：小马科技），是一家区域互联网服务提供商，公司总部位于安徽省马鞍山市，主营业务为媒介推广、品牌整合营销、政企数字化服务。
公司成立于2008年5月14日，拥有城市生活消费O2O服务平台“小马网”和地产家居垂直门户网站“房房网”。2016年4月20日，在新三板挂牌上市，主办券商为国元证券。2023年11月17日起，终止在全国中小企业股份转让系统挂牌。
2021年，公司实现营业收入1844.84万元，同比增长40.06%；实现净利润9.08万元，同比下降88.29%。